# Naruhito
Naruhito (japonsky: 徳仁親王, Naruhito Šinnó, * 23. února 1960 Tokio) je japonský císař. Na císařský trůn nastoupil 1. května 2019, čímž po abdikaci jeho otce Akihita začala éra Reiwa. Je 126. panovníkem podle tradičního japonského pořadí následnictví.
Naruhito se narodil v Tokiu za vlády svého dědečka Hirohita jako nejstarší dítě korunního prince Akihita a korunní princezny Mičiko. Císař Hirohito zemřel v roce 1989, čímž se Akihito stal císařem a Naruhito následníkem trůnu. Naruhito byl formálně jmenován korunním princem v roce 1991. Navštěvoval školy Gakušúin v Tokiu a později studoval historii na univerzitě Gakušúin a angličtinu na Merton College v Oxfordu. V roce 1993 se oženil s absolventkou Harvardu a diplomatkou Masako Owadovou. Mají jednu dceru, Aiko, princeznu Toši.
Naruhito, který pokračuje v bojkotu svého dědečka a otce ohledně uvěznění odsouzených válečných zločinců, nikdy nenavštívil svatyni Jasukuni. Zajímá se o vodní politiku a ochranu vod a rád hraje na violu. Byl čestným prezidentem Letních olympijských her 2020 a Letních paralympijských her 2020 a je stoupencem Světové organizace skautského hnutí.

## Jméno
Než se Naruhito stal císařem, byl v japonském tisku obecně označován svým křestním jménem a královským titulem. Po nástupu na trůn již není označován svým křestním jménem, ale jako „Jeho Veličenstvo císař“ (天皇陛下, Tennó Heika), což může být zkráceno na „Jeho Veličenstvo“ (陛下, Heika). V písemné podobě je také formálně označován jako „vládnoucí císař“ (今上天皇, Kindžó Tennó). Éra Naruhitovy vlády nese jméno „Reiwa“ (令和) a podle zvyku bude po své smrti na příkaz vlády přejmenován na císaře Reiwa (令和天皇, Reiwa Tennó, viz „posmrtné jméno“).
Jméno příští éry za jeho nástupce bude stanoveno po jeho smrti nebo před jeho abdikací.

## Mládí

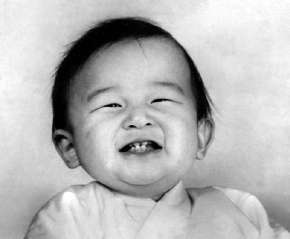
Naruhito v únoru 1961

Naruhito se narodil v císařské nemocnici Kunaičó bjóin v Kókjo v Tokiu 23. února 1960 v 16:15. Jako princ později vtipkoval: „Narodil jsem se ve stodole uvnitř příkopu“. Jeho rodiče, Akihito a Mičiko, byli tehdy korunním princem a korunní princeznou Japonska a jeho dědeček z otcovy strany, císař Šówa, vládl jako císař. Agentura Reuters uvedla, že Naruhitova babička z otcovy strany, císařovna Kódžun, dohnala svou snachu a vnoučata v 60. letech 20. století k depresi tím, že vytrvale obviňovala Mičiko z toho, že se pro jejího syna nehodí.
Naruhitovo dětství bylo údajně šťastné. Měl rád horolezectví, jízdu na koni a hru na housle. Hrál si s dětmi královského komorníka a byl fanouškem Yomiuri Giants v Central League, jeho oblíbeným hráčem byl č. 3, pozdější trenér týmu Šigeo Nagašima. Jednoho dne našel na pozemku paláce pozůstatky starověké silnice, což vyvolalo celoživotní fascinaci historií dopravy. Později řekl: „O silnice se zajímám už od dětství. Na silnicích se můžete vydat do neznámého světa. Od té doby, co vedu život, kde mám jen málo příležitostí svobodně vycházet, jsou silnice drahocenným mostem do neznámého světa, abych tak řekl.“
V srpnu 1974, kdy bylo princi 14 let, byl poslán do australského Melbourne do hostitelské rodiny. Naruhitův otec, tehdy korunní princ Akihito, tam měl rok předtím na výletě pozitivní zkušenost a povzbudil svého syna, aby jel také. Bydlel v rodině obchodníka Colina Harpera. Jednou dokonce hrál na housle pro hodnostáře na státní večeři v Government House, kterou pořádal generální guvernér sir John Kerr.

## Vzdělání

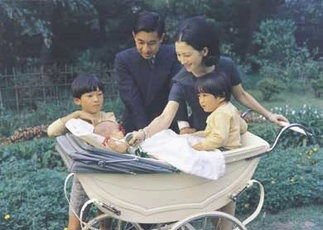
Naruhito, 9 let, se svými rodiči a sourozenci, 1969

Když byly Naruhitovi čtyři roky, byl zapsán do prestižního školního systému Gakušúin, kam své děti posílá mnoho japonských elitních rodin a narikinů. Na vyšší střední škole se připojil ke geografickému klubu.
Naruhito v březnu 1982 promoval na Univerzitě Gakušúin s bakalářským titulem v oboru historie. V červenci 1983 absolvoval tříměsíční intenzivní kurz angličtiny a poté nastoupil na Merton College na Oxfordské univerzitě ve Spojeném království, kde studoval až do roku 1986. Svou práci Studie navigace a provozu na horní Temži v 18. století však nepředložil až do roku 1989. Později se k těmto letům vrátil ve své knize The Thames and I – Memoir of Two Years at Oxford. Navštívil asi 21 historických hospod, včetně Trout Inn. Vstoupil do japonské a dramatické společnosti a stal se čestným prezidentem klubů karate a juda. Hrál meziuniverzitní tenis a bral lekce golfu. Během tří let v Mertonu také vylezl na nejvyšší vrcholy tří konstitučních zemí Spojeného království; skotský Ben Nevis, ve Walesu na Snowdon a na Scafell Pike v Anglii.
Během pobytu v Oxfordu také procestoval Evropu a setkal se s velkou částí jejích královských rodin, včetně britské královské rodiny. Poměrně uvolněné způsoby britské královské rodiny ho ohromily: „Královna Alžběta II., poznamenal překvapeně, si nalila vlastní čaj a podávala vlastní sendviče.“ Jezdil také lyžovat s lichtenštejnským princem Hansem-Adamem II., dovolenou strávil na Mallorce ve Středozemním moři se španělským králem Juanem Carlosem I. a plul na lodi s norským korunním princem Haraldem a korunní princeznou Sonjou a královnou Beatrix Nizozemskou.
Po svém návratu do Japonska se znovu zapsal na Univerzitu Gakušúin, kde v roce 1988 získal magisterský titul v historii.

## Osobní život

### Manželství a rodina
Naruhito se s Masako Owadovou (pracovnicí ministerstva zahraničních věcí) poprvé setkal na čaji pro infantku Elenu Španělskou v listopadu 1986, během jejích studií na Tokijské univerzitě. Princ jí byl okamžitě uchvácen a zařídil, aby se během několika příštích týdnů několikrát setkali. Z tohoto důvodu byli po celý rok 1987 neúnavně pronásledováni tiskem.
Navzdory nesouhlasu Agentury císařské domácnosti tvořili pár další dva roky. Než císařský palác 19. ledna 1993 oznámil jejich zasnoubení, požádal ji o ruku třikrát. Svatba se konala 9. června téhož roku v Císařském šintoistickém sále v Tokiu před 800 pozvanými hosty, včetně mnoha evropských hlav států a královských rodin.
V době jejich manželství nastoupil na trůn Naruhitův otec, takže Naruhito byl 23. února 1991 jmenován korunním princem s titulem princ Hiro (浩宮, Hiro-no-mija).

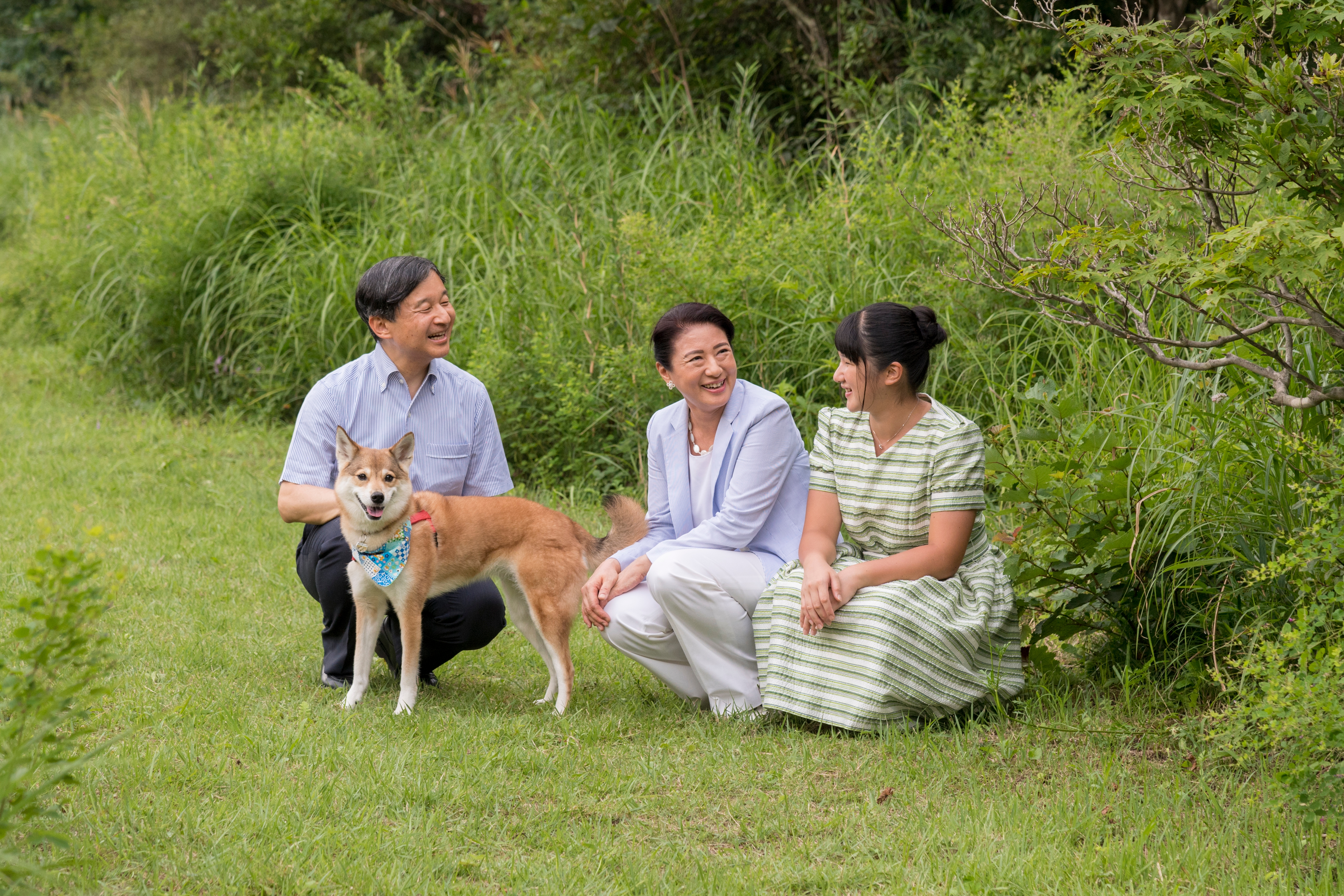
Naruhito a Masako se svou dcerou Aiko v prefektuře Točigi v roce 2019

První těhotenství Masako bylo oznámeno v prosinci 1999, ale potratila. Císař Naruhito a císařovna Masako mají jednu dceru, Aiko, princeznu Toši (敬宮愛子内親王, Toši-no-mija Aiko Naišinnó), narozenou 1. prosince 2001 v Nemocnici Agentury císařské domácnosti v Kókjo.

### Koníčky a zájmy
Naruhito se zajímá o vodní politiku a ochranu vody. V březnu 2003 ve své funkci čestného prezidenta třetího Světového fóra o vodě pronesl na slavnostním zahájení projev s názvem „Vodní cesty spojující Kjóto a místní regiony“. Při návštěvě Mexika v březnu 2006 přednesl hlavní projev na zahajovacím ceremoniálu čtvrtého Světového fóra o vodě, „Edo a vodní doprava“. V prosinci 2007 se zúčastnil přednášky na slavnostním zahájení prvního Asijsko-pacifického vodního summitu „Lidé a voda: od Japonska k asijsko-pacifickému regionu“.
Naruhito hraje na violu, na kterou přešel z houslí, protože měl pocit, že jsou „příliš vůdčí, příliš výrazné“, aby vyhovovaly jeho hudebnímu a osobnímu vkusu. Ve volném čase se věnuje běhání, turistice a horolezectví.

## Japonský korunní princ

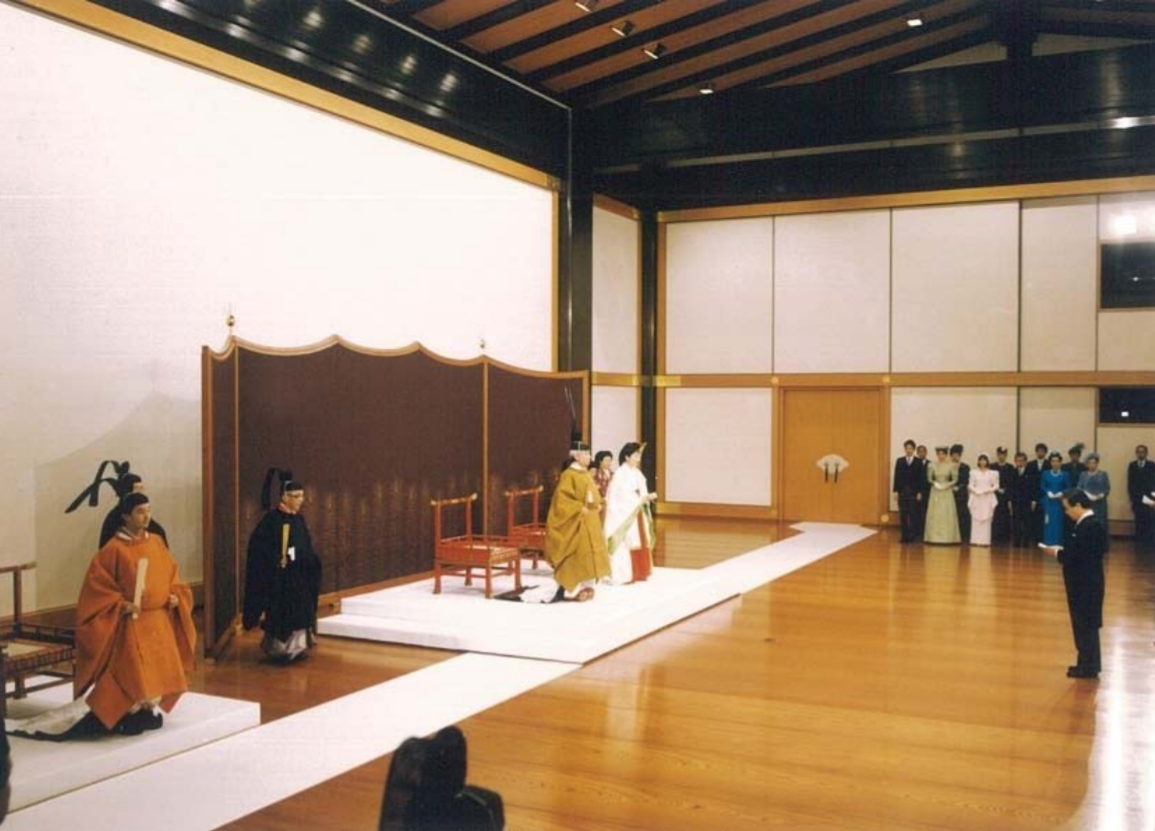
Naruhito na obřadu jmenování korunním princem v roce 1991

Korunní princ byl patronem Zimních olympijských her 1998 a Zimních paralympijských her 1998. Je také příznivcem Světové organizace skautského hnutí a v roce 2006 se zúčastnil 14. Nippon Jamboree, japonského národního jamboree organizovaného Asociací skautů Japonska. Korunní princ je také od roku 1994 čestným viceprezidentem japonského Červeného kříže. V roce 2001 navštívil Spojené království; na hradě Windsor se setkal s královnou Alžbětou II. a princem Philipem, vévodou z Edinburghu.
Na dva týdny v roce 2012 se dočasně ujal povinností svého otce, zatímco císař podstoupil a zotavil se z operace bypassu srdce. Naruhitovy narozeniny byly prefekturami Šizuoka a Jamanaši pojmenovány „Den hory Fudži“ kvůli jeho údajné lásce k této hoře.

## Japonský císař
Dne 1. prosince 2017 premiér Šinzó Abe oznámil, že Naruhitův otec, císař Akihito, abdikuje dne 30. dubna 2019 a že Naruhito se 1. května 2019 stane 126. japonským císařem. Po abdikačním ceremoniálu odpoledne 30. dubna pokračovala Akihitova vláda a éra Heisei až do konce dne. Naruhito se pak 1. května stal císařem a zahájil tak éru Reiwa. Přechod moci se uskutečnil o půlnoci a Naruhito formálně zahájil svou vládu na obřadu později toho rána. Ve svém prvním prohlášení jako císař se zavázal splnit svou ústavní odpovědnost „jako symbol státu a jednoty japonského lidu“.
Podle článku 4 Ústavy je Naruhitova role definována jako zcela ceremoniální a reprezentativní. Na rozdíl od většiny ostatních konstitučních monarchů Naruhito postrádá dokonce i nominální pravomoci související s vládou; je mu zakázáno činit politická prohlášení. Jeho role je omezena na vykonávání ceremoniálních povinností, jak je vymezuje Ústava, a i tak je omezen požadavky Ústavy a závaznými radami vlády. Například, když formálně jmenuje předsedu vlády, je po něm požadováno, aby jmenoval osobu určenou japonským parlamentem.
Naruhitova korunovace se konala 22. října 2019. Dne 23. července 2021 zahájil Letní olympijské hry 2020 (původně se měly konat v roce 2020, ale byly odloženy kvůli pandemií covidu-19), které se konaly v Tokiu, stejně jako to udělal jeho dědeček, císař Šówa, v roce 1964.
První zahraniční cesta Naruhita a Masako jako japonského císaře a císařovny se uskutečnila v září 2022 do Spojeného království, kde se zúčastnili státního pohřbu královny Alžběty II. V červnu 2023 navštívili Indonésii, což byla jejich první státní návštěva.

## Vybrané práce
- 1993 – Temuzu to tomoni: Eikoku no ninenkan (テムズとともに: 英国の二年間, OCLC 032395987)
- 2006 – The Thames and I: A Memoir of Two Years at Oxford s Hughem Cortazzim. Folkestone, Kent: Global Oriental. ISBN 978-1-905246-06-9; OCLC 65196090

## Tituly a vyznamenání

### Tituly
- 23. února 1960 – 23. února 1991: Naruhito, jeho císařská Výsost princ Hiro (浩宮徳仁親王殿下 Hiro-no-mija Naruhito šinnó denka)[23][24][25]
- 23. února 1991 – 1. května 2019: Jeho císařská Výsost korunní princ japonský (日本の皇太子殿下 Nihon no kótaiši denka)[23][24][25]
- 1. května 2019 – dosud: Jeho Veličenstvo císař (天皇陛下 Ten'nó heika)[23][24][25]